# Пятовы
Пятовы (Пятово, Пятые) — дворянский род.
Есть три фамилии Пятовых, из которых одна внесена в Гербовник:
1. Потомки Фёдора Акинфеевича Бяконта, переселившегося из Чернигова в Москву около 1300 года (в Гербовник не внесены).
2. Потомки Антипа Ильича Пятого, жалованного поместьями в 1574 году (в Гербовник не внесены).
3. Иван Пятов, награжденный орденом Святого Владимира 4 степени в 1823 году (Герб. Часть XI. № 60)[1].

При подаче документов для внесения рода в Бархатную книгу были предоставлены две родословные росписи Пятово: Еремеем (01 февраля 1686) и Иваном (22 мая 1686), приложен документ Степана Плещеева об однородстве Плещеевых и Пятово (10 июня 1687). Указ о внесении родословия Пятово в Бархатную книгу в главу Плещеевых подписан (1688).

## Происхождение и история рода
Отрасль рода Плещеевых, род которых берёт своё начало от боярина Фёдора Бяконта, выехавшего на рубеже XIII — XIV веков из Чернигова в Москву, ещё при князе Данииле Александровиче. Впоследствии был боярином у великого князя Симеона Гордого.
У Фёдора было пятеро сыновей и две дочери. Старший сын Елевферий — впоследствии стал митрополитом Киевским Алексием, прославленным в лике святителей. Обе дочери — также святые русской церкви, преподобные Иулиания и Евпраксия — были первыми монахинями московского Алексеевского монастыря (затем Зачатьевский), основанного Алексием. Потомки сына Феофана стали родоначальниками дворянских родов Игнатьевых и Жеребцовых. От правнуков сына Матвея пошли роды Москотиньевых и Пятовых, а от младшего сына Фёдора Бяконта Александра, по прозвищу Плещей (то есть плечистый, широкоплечий или плешивый, лысый) пошёл род Плещеевых.
Еремей Ларионович Пятов был воеводой в Туринске (1676—1680), а брат его Иван — воеводой в Новосиле (1672—78); Иван Яковлевич был (1662—1668) воеводой в Угличе, брат его Парфений — думным дворянином.
Этот род Пятовых внесён в VI часть родословной книги Тверской и Ярославской губерний.
Есть ещё роды Пятовых, позднейшего происхождения. Один из них — потомки Антипа Ильича Пятого, дьяка при Иване Грозном, жалованного поместьем в 1574 году.
Мануфактур-советник Иван Пятов, в воздаяние заслуг на пользу общественную и казны и за десятилетнее прохождение службы по городским выборам, награждён орденами: 28 сентября 1823 — Святого Владимира 4 степени и 13 ноября того же года — Святой Анны 2 степени, а 8 июля 1832 г. пожалован ему с потомством диплом на дворянское достоинство.

## Описание герба
Щит пересечён. В первой, лазоревой части, три золотые о шести лучах звезды 1 и 2 (изм. польский герб Карп). Во второй, зелёной части, серебряный улей, сопровождаемый пятью золотыми пчёлами.
Щит увенчан дворянскими шлемом и короною. Нашлемник: три серебряных страусовых пера. Намёт справа — лазоревый, с золотом, слева — зелёный, с серебром. Герб Пятова внесён в Часть 11 Общего гербовника дворянских родов Всероссийской империи, стр. 60.

## Известные представители
- Пятов Михаил Меньшов — тульский городовой дворянин (1627—1629).
- Пятов Роман Максимович — стольник патриарха Филарета (1629).
- Пятовы: Яков и Григорий — дьяки (1636—1640), Яков воевода на Двине (1644—1645).
- Пятов Иван — воевода в Угличе (1661—1662).
- Пятовы: Кондратий и Иван Ларионовичи, Андрей Яковлевич — московские дворяне (1668—1692).
- Пятовы Иван Лаврентьевич — воевода в Новосиле (1672—1673).
- Пятов Иван Яковлевич — стольник (1686—1692), воевода в Бежецком-Верхе (1673).
- Пятов Антип Ларионович — комнатный стольник царя Иоанна Алексеевича (1676—1692).
- Пятов Еремей Ларионович — стольник (1686—1692), воевода в Туринске (1676—1679), в Илимске (1686).
- Пятов Парфений — дьяк (1677).
- Пятов Парфений Яковлевич — думный дьяк (1677), думный дворянин (1682).
- Пятовы: Семён Еремеевич, Пётр Кондратьевич, Дмитрий Пафнутьевич — стольники царицы Прасковьи Фёдоровны (1676—1692).
- Пятовы: Степан Парфеньевич, Никита Еремеевич, Иван Романович, Илья Парфёнович, Михаил, Кузьма и Василий Ивановичи — стольники (1686—1692)[4][5]